# Modisimus inornatus
Modisimus inornatus är en spindelart som beskrevs av O. Pickard-Cambridge 1895. Modisimus inornatus ingår i släktet Modisimus och familjen dallerspindlar. Inga underarter finns listade i Catalogue of Life.